# تاشفين بن إسحاق بن محمد بن غانية
تاشفين بن إسحاق بن محمد بن غانية كان حاكمًا لجزر البليار، من حوالي عام 1185 إلى حوالي عام 1187.
كان تاشفين أحد أفراد سلالة بني غانية، ووصل إلى السلطة في ميورقة بديلًا لأخيه محمد بن إسحاق بن محمد بن غانية، الذي أطاح به رعيته المسلمون بعد محاولته طلب الدعم من برشلونة ضد الخلافة الموحدية. وظل في قيادة جزر البليار حتى أرسل علي بن غانية أسطولًا بقيادة عبد الله بن إسحاق بن غانية إلى ميورقة، حيث عُزل وحل محله عبد الله أميرًا.

## ملحوظات
1. ↑  Bel 1903، صفحات 70–72; Abun-Nasr 1987، صفحة 99.